# Вірменська церква (Чернівці)
Вірменська церква Святих апостолів Петра і Павла — діюча вірменська католицька церква східного обряду в місті Чернівці. Збудована і освячена 1875 року, функціонує з перервою на час перебування радянської влади на Буковині. Занесена до списку будівель, які охороняються державою.
Завдяки прекрасній акустиці, наявності органу з самого початку і до сьогодні використовується для проведення концертів та інших культурних заходів.

## Історія поселення вірмен на Буковині
Вірмени з'явились на Буковині як учасники міжнародної торгівлі ще за часів Київської Русі та Галицько-Волинського князівства.

Вірменські купці та ремісники брали участь у всіх великих торгах і пропонували широкий асортимент як західних, так і східних товарів.
Буковина приваблювала вірмен релігійними свободами та податковими пільгами. 

Одним з перших документів, який зафіксував наявність вірменських колоній на Буковині, була грамота молдавського воєводи Александра «Доброго» від 4 жовтня 1408 року. 

Масове переселення вірмен на Буковину відбулося в 1418 році — їх сім'ї були розселені в містах і селах краю.

## Створення вірмено-католицької громади
До входження Буковини до складу імперії Габсбургів основну частину вірмен-колоністів складали григоріанці. Після 1786 року, коли Буковина стала округою Королівства Галичини та Володимирії, на її території почали селитися вірмени, які прийняли унію з РКЦ. Це призвело до створення двох вірменських релігійних громад: григоріанської — з центром у Сучаві і вірмено-католицької — з центром у Чернівцях.

## Створення у Чернівцях вірмено-католицької парафії
1820 року в Чернівцях проживало 30 родин, які намагалися створити свою власну парафію. Указом цісаря від 5 серпня 1835 року було схвалено створення вірмено-католицької парафії у Чернівцях. На пожертви вірян було створено дотаційний фонд. Першим священиком парафії став Целестин Торосевич — колишній вікарій із селища Кути Косівського повіту.

## Організація побудови кам'яної вірмено-католицької церкви
Місцеві вірмени хотіли мати свою церкву та школу.
Питання про будівництво храму ставилось уже в 1850–1860 роках, але безуспішно, тому що всі витрати на спорудження храму мав би взяти на себе католицький дотаційний фонд, який не міг цього зробити.

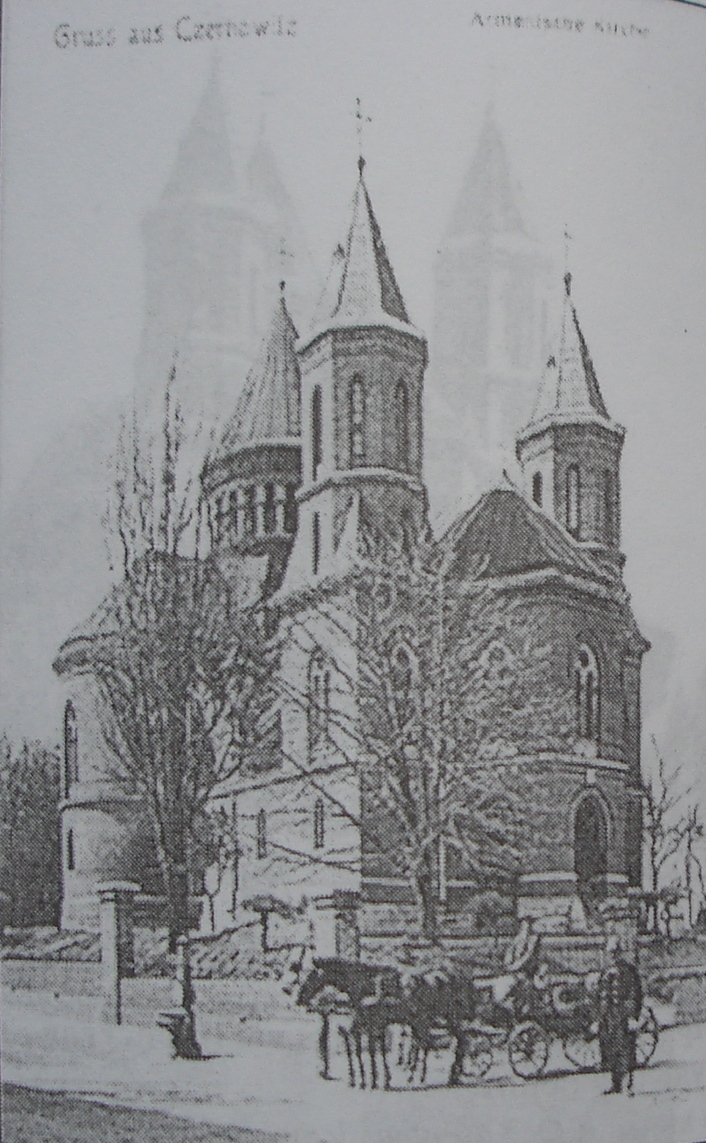
Поштівка кінця 19-го століття на якій зображено будівлю Вірменської церкви

На початку 70-х років 19-го століття кількість вірмен міста Чернівці та околиць склала 985 осіб. Вони молились в єдиній на все місто римо-католицькій церкві, що стала вже затісною, а в свята і вихідні зовсім не могла вмістити велику кількість віруючих.

Віруючі вірмено-католики прийняли рішення збудувати у Чернівцях кам'яну церкву шляхом збору добровільних внесків.
З середовища вірмен був створений будівельний комітет. До складу комітету ввійшли шановані люди, в основному великі землевласники. Президентом став Якоб фон Петрович, який на той час був і бургомістром міста.
Згідно із зверненням комітету, «…вірмено-католицька церква мала стати центром національного і сімейного віровизнання, вона мала стати ланкою того таємничого ланцюга, який об'єднає вірмен по всій землі, і церква стане пам'ятником побожності вірменської нації. … Церква повинна стати дароохоронницею Бога та центром національного об'єднання, адже вірменський народ не по своїй волі розкиданий по всьому світу. У місцевого народу він знайшов співчуття, разом з іншими народами влився у дружну сім'ю, зумів зберегти свою релігію, мову, звичаї, любов до своєї нації…».
Комітет закликав всіх, хто любить Бога «узяти участь у будівництві, хто як може…». Звернення було видруковане вірменською та французькою мовами.
Було одержано від влади дозвіл на проведення лотереї і підписку на пожертви по всій імперії.
Частину землі під будівництво церкви парафія одержала від міста безплатно. Певні кошти було виділено із державної казни.

## Будівництво і освячення церкви
Проект храму був розроблений відомим чеським архітектором Йозефом Главкою, автором комплексу резиденції буковинських митрополитів. Він і керував будівництвом, але через хворобу не зміг бути в Чернівцях на завершальному етапі будівництва.
Будівництво церкви завершилось у жовтні 1875 року, 9 жовтня церква була освячена і отримала назву на честь святого Григорія Просвітителя. В її архітектурі переплелися елементи романського та готичного стилів, а також українського бароко.
Завдяки чудовій акустиці храм з самого початку використовувався для проведення вечорів церковного співу, тут також було встановлено орган.

## Вірмено-католицька церква в радянський період
Вірменська церква діяла до приходу радянської влади.
Після 1944 року церкву було закрито, більшість вірмен-католиків покинули Чернівці. Церковне майно передано в користування організаціям міста.
Деякий час приміщення церкви не використовувалось, пізніше було передано під склад.
Будівля церкви була передана на облік як пам'ятка архітектури. Було відмічено, що « за своїм стилем і обробкою споруда дуже близька до резиденції митрополитів. Всередині наявні розписи і скульптури.».

## Відродження Вірменської церкви
1986 року споруду Вірменської церкви передано Чернівецькій філармонії для використання під зал органної музики. У 1988 році приміщення церкви реконструювали, а одна із чеських фірм виготовила і встановила новий орган. Було відновлено постійне богослужіння.
До приходу на Буковину радянської влади вхід до Вірменської церкви прикрашали скульптури Святих Петра та Павла. Потім вони зникли. Уже в період Незалежності України їх віднайшов на цвинтарі по вулиці Зеленій в покаліченому і занедбаному стані дослідник Валерій Михайлович Квітко.
У відновленні скульптур взяли участь скульптори Петро Лемський, Микола Лисаківський Дмитро Горшковський, художник Володимир Хрипко.
На церемонії освячення скульптур в липні 2010 року взяли участь відомі представники інтелігенції Буковини і влади міста, члени вірменського товариства, парафіяльної громади, настоятель храму отець Нессіса.

## Світлини

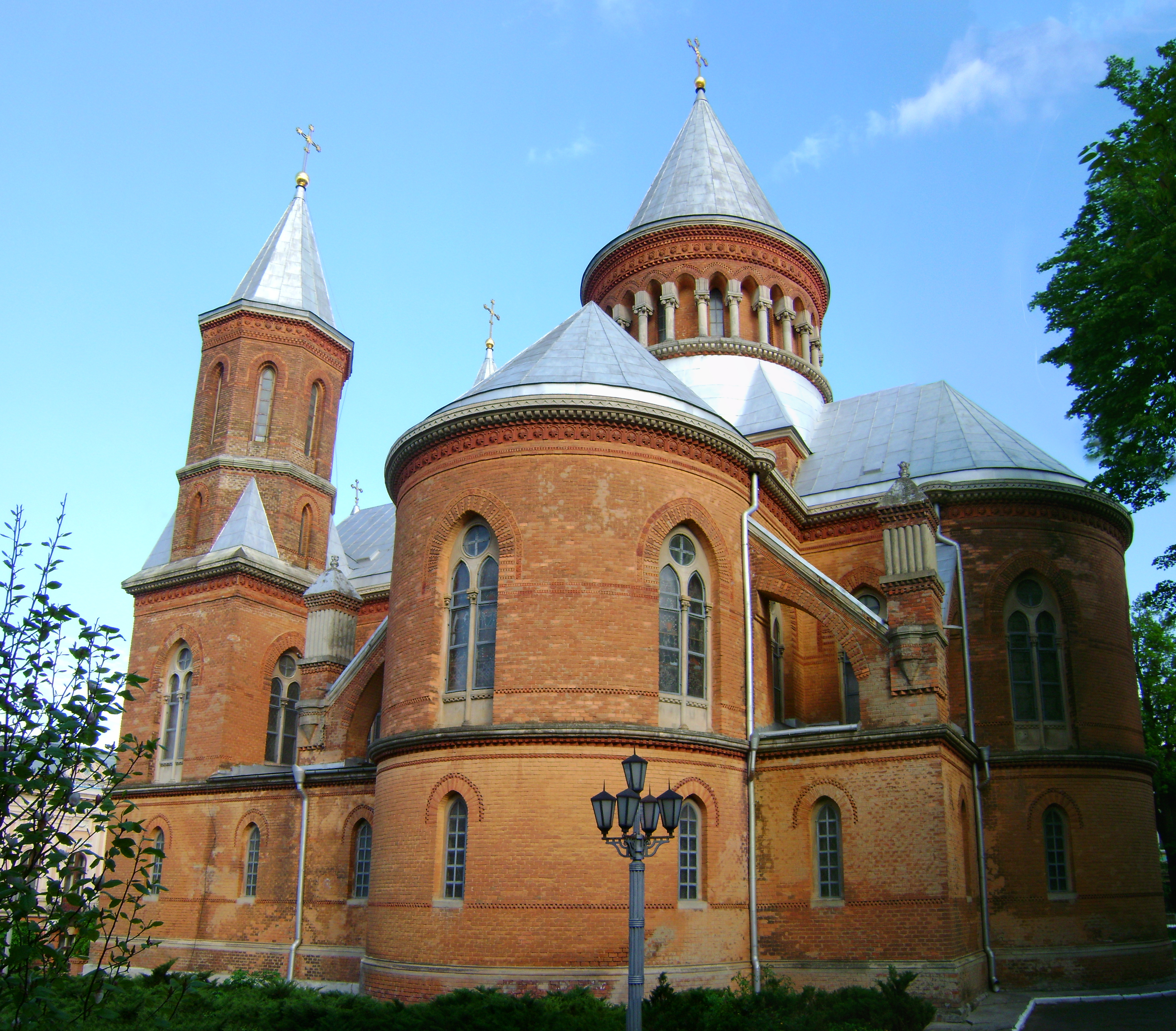
Зворотня сторона
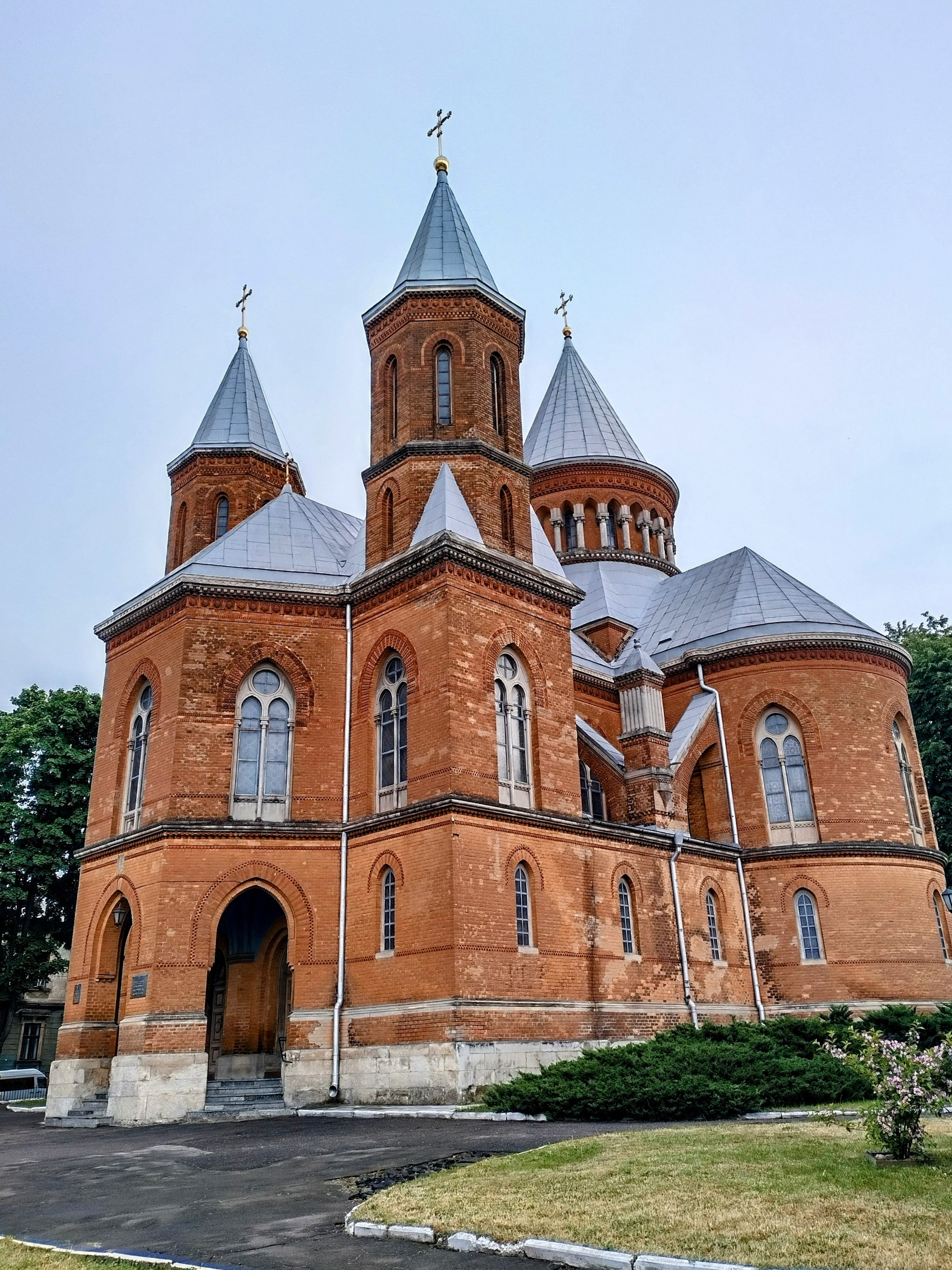
Вигляд з вулиці Української
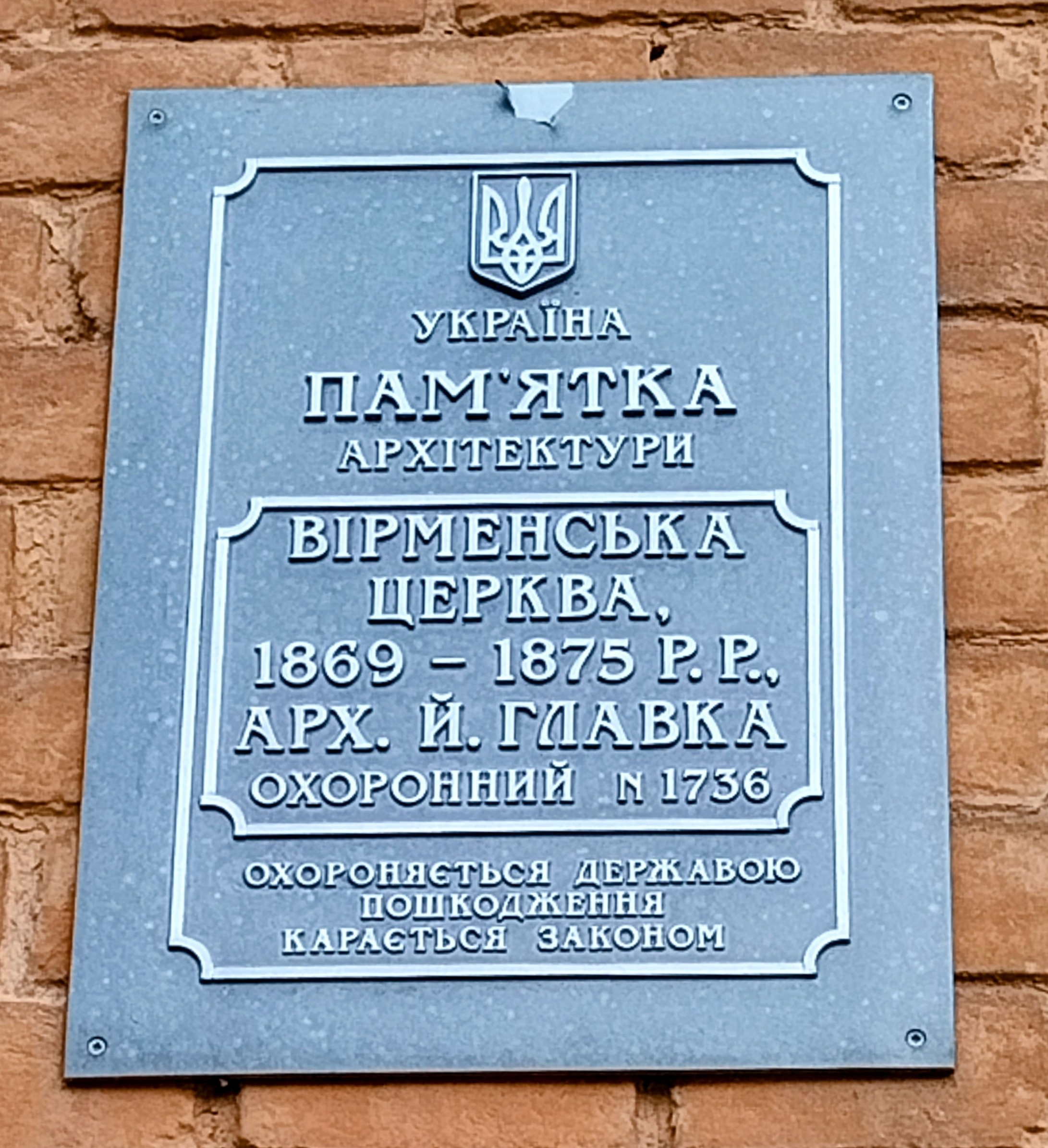
Охоронна дошка
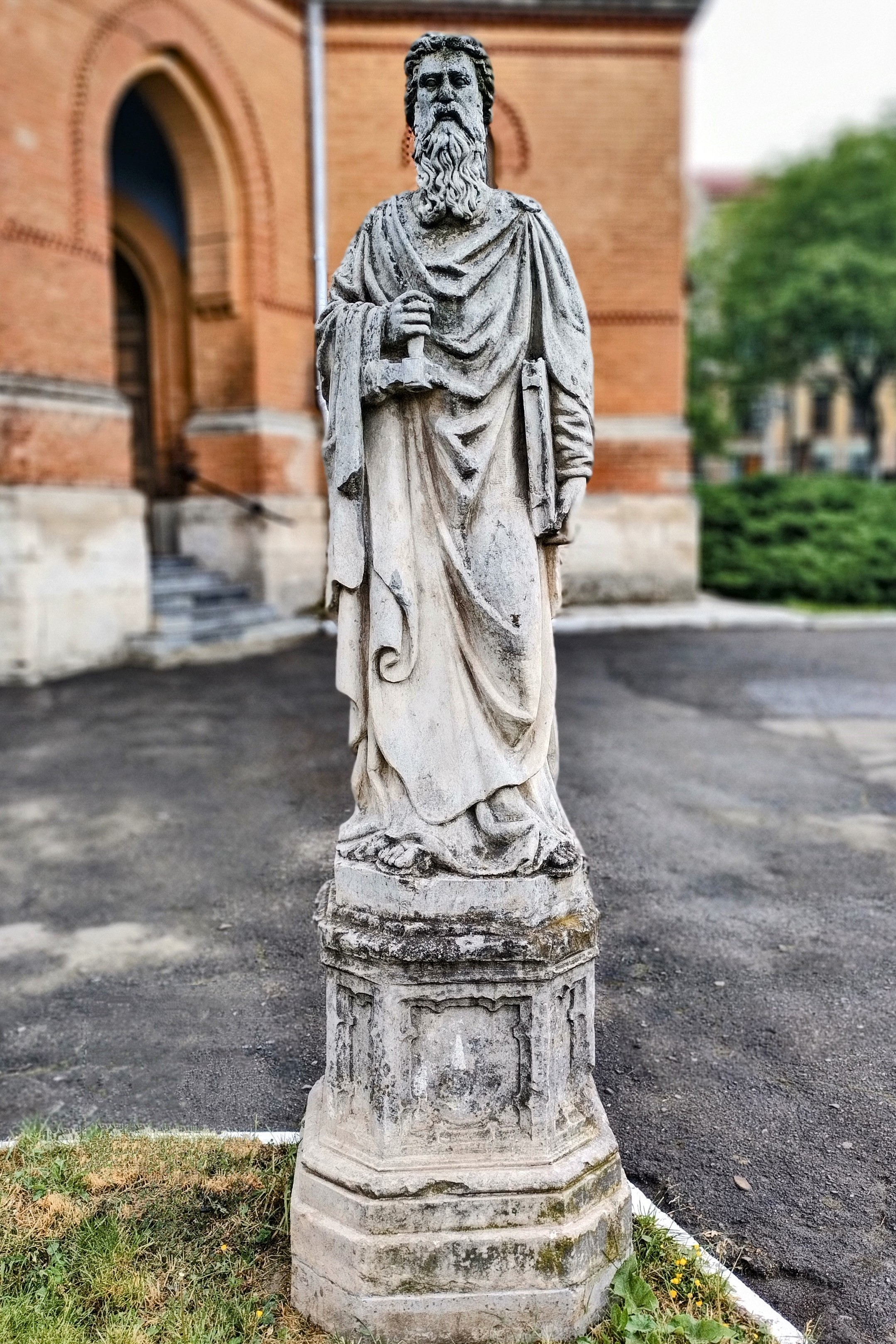
Статуя Апостола Павла
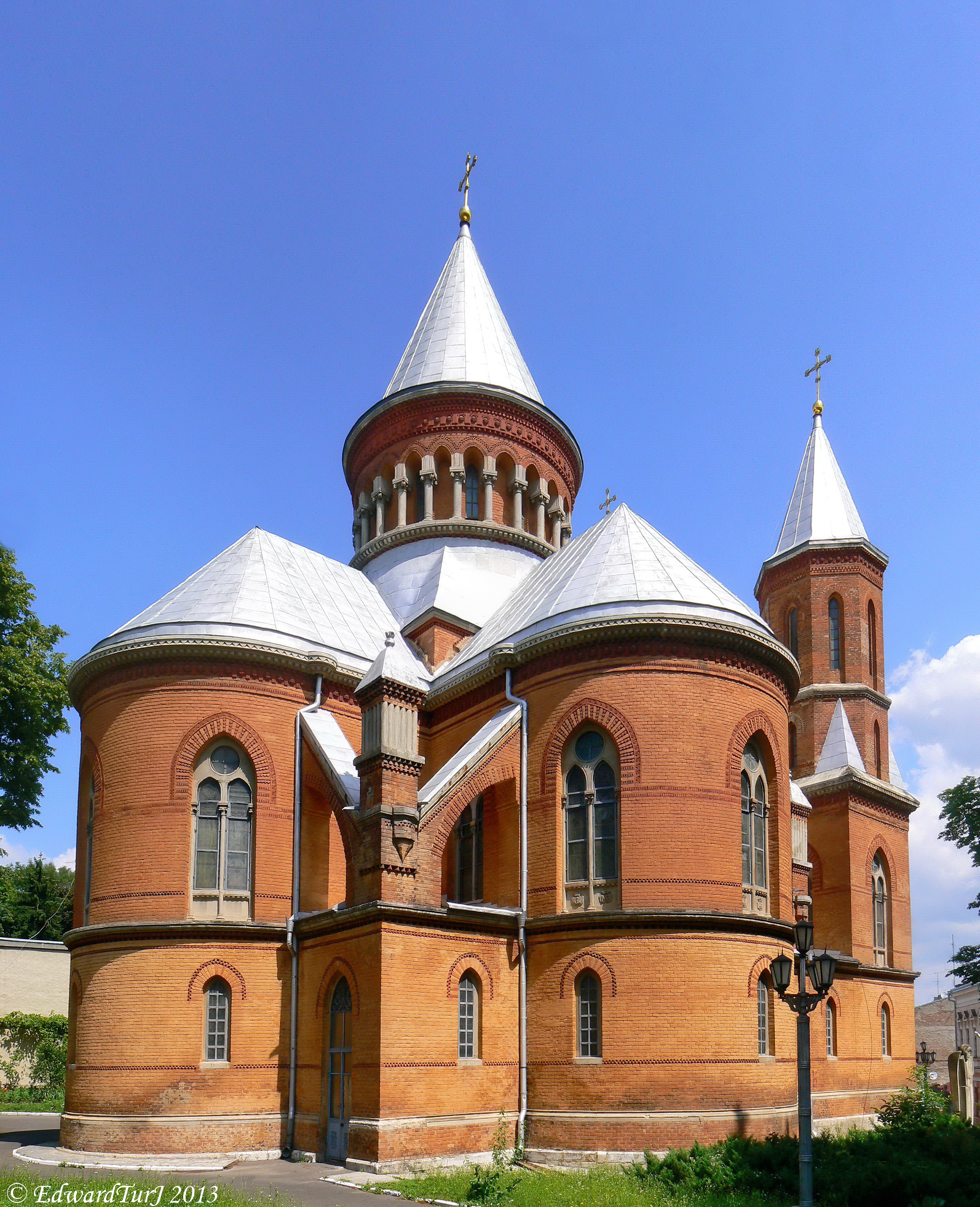
Вигляд з вулиці Вірменської
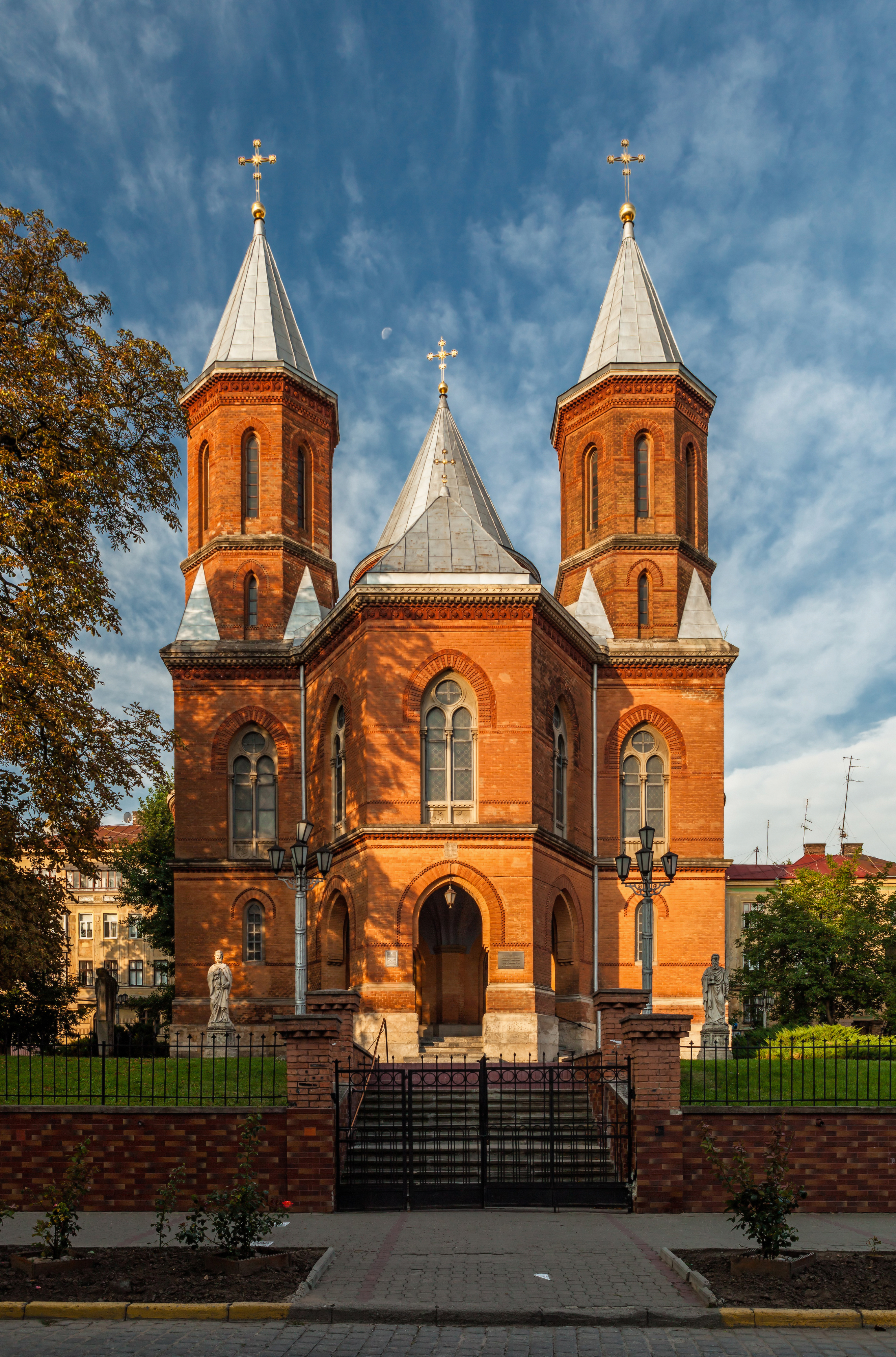
Головний фасад